# Nella casa di pepe
Nella casa di pepe è il secondo album in studio di Serena Rossi, pubblicato dalla Edel il 16 dicembre 2013. L'album è prodotto da Sun Ra di Paolo Varriale.

## Tracce
testi e musiche di franco fasano (1-3, 5-10) e eugenio finardi (4)
1. Nessuno
2. Non ci credo più
3. Senza di te
4. Le ragazze di Osaka
5. Più giù
6. Fuori!
7. Io resto qui
8. L'equilibrista
9. Se que voy a regresar
10. Senza voce